# Liste der Biografien/Dana
Liste der Biografien |
Portal Biografien |
Personensuche
# |
A |
B |
C |
D |
E |
F |
G |
H |
I |
J |
K |
L |
M |
N |
O |
P |
Q |
R |
S |
T |
U |
V |
W |
X |
Y |
Z |
?
 
Da |
Db |
Dc |
Dd |
De |
Dg |
Dh |
Di |
Dj |
Dk |
Dl |
Dm |
Dn |
Do |
Dq |
Dr |
Ds |
Du |
Dv |
Dw |
Dy |
Dz
 
Daa |
Dab |
Dac |
Dad |
Dae |
Daf |
Dag |
Dah |
Dai |
Daj |
Dak |
Dal |
Dam |
Dan |
Dao |
Dap |
Daq |
Dar |
Das |
Dat |
Dau |
Dav |
Daw |
Dax |
Day |
Daz
 
Dana |
Danb |
Danc |
Dand |
Dane |
Danf |
Dang |
Danh |
Dani |
Danj |
Dank |
Danl |
Dann |
Dano |
Danq |
Danr |
Dans |
Dant |
Danu |
Danv |
Danw |
Dany |
Danz
Die Liste der Biografien führt alle Personen auf, die in der deutschsprachigen Wikipedia einen Artikel haben. Dieses ist eine Teilliste mit 47 Einträgen von Personen, deren Namen mit den Buchstaben „Dana“ beginnt.

## Dana
- Dana, chinesische Schauspielerin
- Dana (* 1950), britische Sängerin und irische Politikerin, MdEPDana (* 1950)

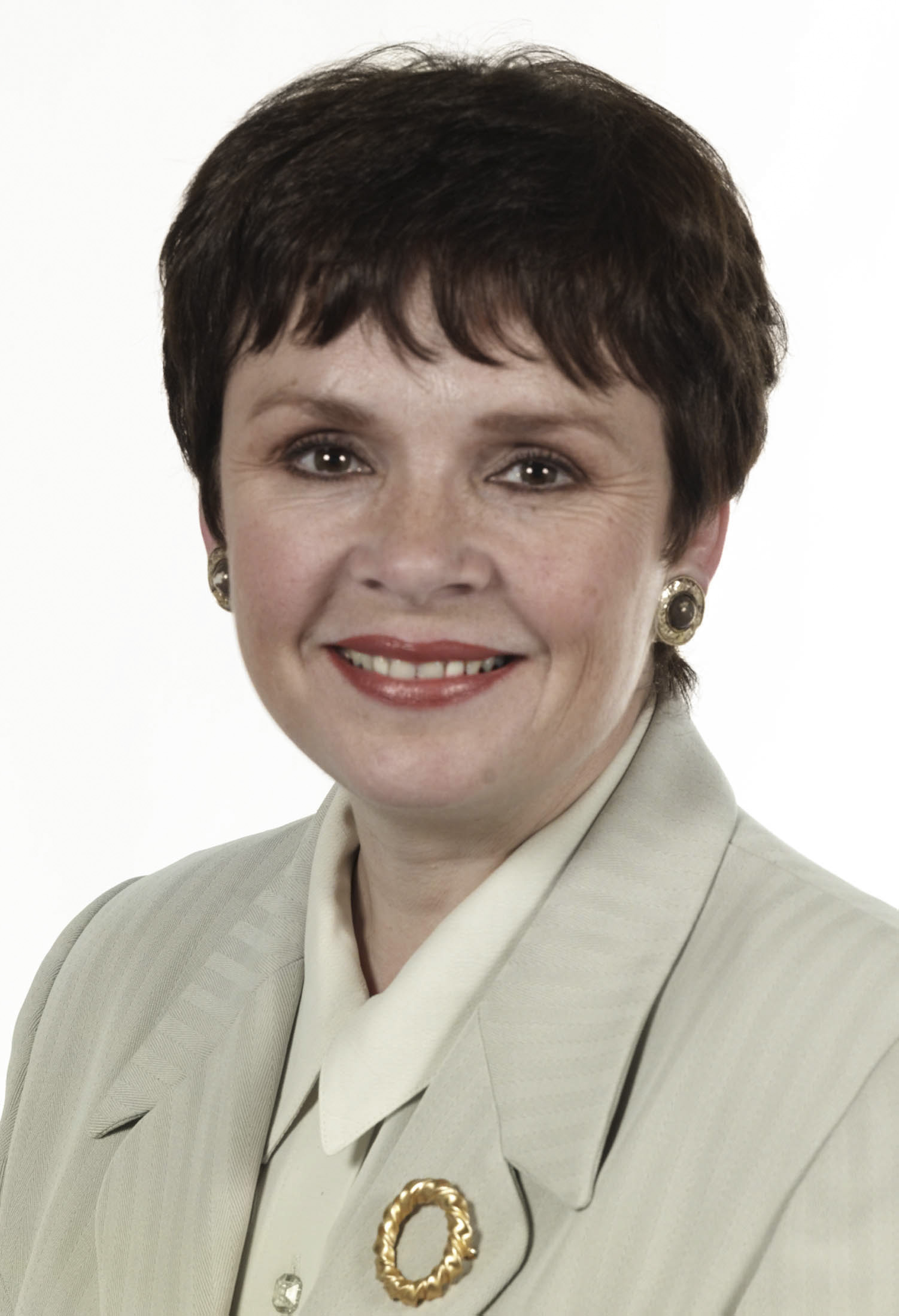
Dana (* 1950)

- Dana (* 1986), südkoreanische Sängerin
- Dana Björg Guðmundsdóttir (* 2002), isländische Handballspielerin
- Dana Firas (* 1970), jordanische Prinzessin und Kulturmanagerin
- Dana International (* 1969), israelische Popsängerin
- Dana, Amasa (1792–1867), US-amerikanischer Jurist und Politiker
- Dana, Audrey (* 1977), französische Schauspielerin
- Dana, Bill (1924–2017), US-amerikanischer Unterhaltungskünstler, Musiker, Schauspieler, Drehbuchautor und Fernsehproduzent
- Dana, Charles Anderson (1819–1897), US-amerikanischer Journalist, Politiker, Herausgeber und Lexicograf
- Dana, Edward Salisbury (1849–1935), US-amerikanischer Mineraloge
- Dana, Francis (1743–1811), US-amerikanischer Jurist und Politiker
- Dana, James Dwight (1813–1895), nordamerikanischer Geologe, Mineraloge und Zoologe
- Dana, John W. (1808–1867), US-amerikanischer Politiker
- Dana, Judah (1772–1845), US-amerikanischer Politiker
- Dana, Kamrun Nahar, bangladeschische Badmintonspielerin
- Dana, Leora (1923–1983), US-amerikanische Schauspielerin
- Dana, Mary S. B. (1810–1883), US-amerikanische Schriftstellerin
- Dana, Mazen (1962–2003), irakischer Kameramann der Nachrichtenagentur Reuters
- Dana, Napoleon Jackson Tecumseh (1822–1905), US-amerikanischer Generalmajor der Nordstaaten im Amerikanischen Bürgerkrieg
- Dana, Paul (1975–2006), US-amerikanischer Autorennfahrer
- Dana, Richard Henry Jr. (1815–1882), amerikanischer Schriftsteller, Jurist und Politiker
- Dana, Sabina (* 1988), albanische Pop-Sängerin
- Dana, Samuel (1767–1835), US-amerikanischer Politiker
- Dana, Samuel Trask (1883–1978), US-amerikanischer Forstwissenschaftler
- Dana, Samuel W. (1760–1830), US-amerikanischer Politiker
- Dana, Simphiwe (* 1980), südafrikanische Sängerin
- Dana, Vic (* 1942), US-amerikanischer Tänzer und Popmusik-Sänger
- Dana, Viola (1897–1987), US-amerikanische Stummfilm-Schauspielerin
- Dana, William H. (1930–2014), US-amerikanischer Testpilot

### Danac
- Danacı, Murat (* 1976), türkischer Schauspieler
- Danačík, Jakub (* 1988), tschechischer Radrennfahrer

### Danah
- Danah (* 1978), deutsche Sängerin und Gitarristin
- Danaher, John A. (1899–1990), US-amerikanischer Politiker der Republikanischen Partei

### Danai
- Danai Karnpoj, thailändischer Diplomat und Botschafter
- Danailow, Dimitar (1921–1992), bulgarischer Schriftsteller
- Danailow, Georgi (1936–2017), bulgarischer Schriftsteller und Drehbuchautor
- Danailow, Silvio (* 1961), bulgarischer Schachmanager

### Danan
- Danan, Paul (1978–2025), britischer Schauspieler und Reality-TV-TeilnehmerPaul Danan (1978–2025)

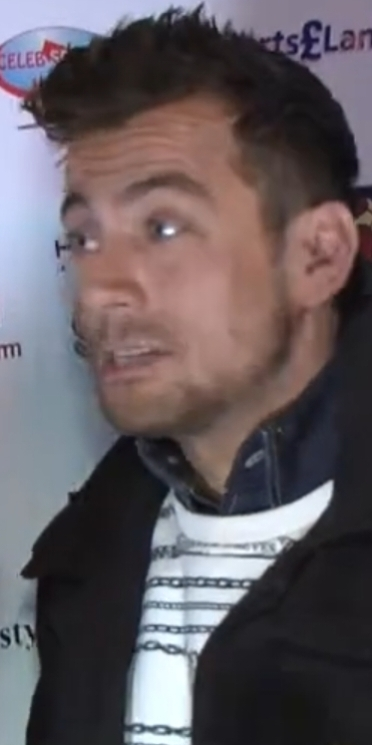
Paul Danan (1978–2025)

- Dănănae, Ovidiu (* 1985), rumänischer Fußballspieler
- Danani, Santiago (* 1995), argentinischer Volleyballspieler
- Dananir, Sängersklavin
- Dananir al-Barmakiya, Sängersklavin

### Danar
- Danare, Malcolm (* 1962), US-amerikanischer Schauspieler und Synchronsprecher
- Danarto (1940–2018), indonesischer Schriftsteller und Künstler

### Danau
- Danault, Phillip (* 1993), kanadischer Eishockeyspieler

### Danax
- Danax, Märtyrer und Heiliger